# Life Turns Electric
Life Turns Electric es el sexto álbum de la banda Finger Eleven. Fue lanzado por Wind-up Records el 5 de octubre de 2010, fue el último álbum de estudio que cuentan con el baterista Rich Beddoe, y fue nominado a Álbum Rock del Año en los Juno Awards 2011.

## Lista de canciones
| N.º | Título                         | Duración |  |
| 1.  | «Any Moment Now»               | 3:07     |  |
| 2.  | «Pieces Fit»                   | 3:09     |  |
| 3.  | «Whatever Doesn't Kill Me»     | 3:37     |  |
| 4.  | «Living in a Dream»            | 3:04     |  |
| 5.  | «Good Intentions»              | 3:04     |  |
| 6.  | «Stone Soul»                   | 2:40     |  |
| 7.  | «Ordinary Life»                | 4:00     |  |
| 8.  | «Don't Look Down»              | 3:06     |  |
| 9.  | «Famous Last Words»            | 3:19     |  |
| 10. | «Love's What You Left Me With» | 3:22     |  |

Pistas adicionales
| Pistas adicionales |                                                             |          |  |
| N.º                | Título                                                      | Duración |  |
| 11.                | «Living in a Dream (versión acústica)» (iTunes bonus track) | 3:19     |  |
| 12.                | «Stone Soul (Demo)» (Telus bonus track)                     | 2:18     |  |

## Puesto
| Listas (2010)         | Posición |
| --------------------- | -------- |
| Canadian Albums Chart | 15       |
| US Billboard 200      | 92       |

## Personal
- Scott Anderson - voz
- Sean Anderson - guitarra baja
- Rick Jackett - guitarra
- Rich Beddoe - tambores
- James Black - guitarra